# نپناگار
نپناگار (به انگلیسی: Nepanagar) یک منطقهٔ مسکونی در هند است که در بخش برهان‌پور واقع شده‌است. نپناگار ۲۹٬۶۸۲ نفر جمعیت دارد.